# Генрі Хілл
Генрі Хілл-молодший (англ. Henry Hill Jr. ; 11 червня 1943, Бруклін — 12 червня 2012, Лос-Анджелес) — американський гангстер, тісно працював з сім'єю Луккезе.
Будучи одним із спільників сім'ї, Хілл брав участь у двох пограбуваннях Міжнародного аеропорту імені Джона Кеннеді: у квітні 1967 року та у грудні 1978 року — одних з найбільших пограбувань за всю історію США . Остаточно обірвавши зв'язки з сім'єю, Хілл став інформатором ФБР і розповів все про справи сім'ї Луккезе, аж до найдрібніших подробиць .
Генрі Хілл помер 12 червня 2012 року в Лос-Анджелесі. Історія його життя лягла в основу книги Ніколаса Піледжі «Розумник», яку згодом екранізував Мартін Скорсезе під назвою «Славні хлопці». Роль Хілла виконав Рей Ліотта.
Генрі Хілл став прототипом головного персонажа гри Mafia: The City of Lost Heaven Томаса Анджело.

## Біографія

### Ранні роки
Генрі Хілл-молодший народився 11 червня 1943 року в Брукліні, Нью-Йорк. Батько, Генрі Хілл-старший, був ірландцем, а мати Кармелла Хілл, сицилійкою . Хлопчик мав кілька братів і сестер . Неподалік будинку Хілла розташовувалася стоянка таксі, де зазвичай збиралися всі гангстери району . Генрі любив відвідувати її та спілкуватися зі злочинцями . Власником стоянки був Пол Варіо, який і надав Хіллу першу в житті роботу .
В 1955 Хілл покинув школу і став частіше бачитися з гангстерами . Така прихильність до злочинців виникла у хлопчика через те, що вони порядно обходилися з ним, на відміну від батька, який бив Генрі за першої нагоди . За іронією долі, Хілл не мав права офіційно стати «великою шишкою» в сім'ї через своє напівірландське коріння . За законами мафії банда могла впустити його до себе, але тільки на другий план .
У віці 17 років Хілл вступив до армійської служби, де провів три роки. Але й у цей період він не припиняв своїх зв'язків із мафією та продовжував злочинну діяльність. Зокрема, він нелегально торгував надлишками провізії з армійської кухні.

### Перші великі злочини та співпраця з Джиммі Берком
Відслуживши в армії на початку 1960-х років, Хілл повернувся до Нью-Йорка, де почав близько співпрацювати з авторитетними гангстерами Джиммі Бьорком та Томмі Десімоне . Про останнього говорили, що він був екстремально жорстоким та психічно неврівноваженим злочинцем . У банді з кількома іншими спільниками вони провертали безліч великих справ, у тому числі лихварство, створення подвійної бухгалтерії та торгівля краденими товарами . Основною спеціалізацією Берка було викрадення вантажних автомобілів . Примітно, що при угоні машини Берк віддавав її водієві 50 доларів за його проблему, за що навіть отримав прізвисько Джиммі Джентльмен .
У середині 1960-х років Хілл познайомився з єврейською дівчиною на ім'я Карен Фрідман, з якою незабаром і одружився . У 1967 Генрі Хілл взяв участь у знаменитому пограбуванні Міжнародного аеропорту імені Джона Кеннеді, під час якого близько півмільйона доларів було вкрадено зі сховища . Ця подія різко підвищила авторитет та репутацію Хілла в нью-йоркських кримінальних колах .
Хілл продовжив близьку співпрацю з Джиммі Берком . Разом вони вирушили до Флориди, щоб забрати великий борг у карткового гравця . Той не збирався так просто віддавати гроші, через що був жорстоко ними побитий . Інцидентом зацікавилася поліція. Хілл був заарештований і засуджений на 10 років, з яких відсидів лише чотири роки . У в'язниці він торгував наркотиками та проводив вільний час з іншими членами мафії . У липні 1978 Хілл достроково залишив в'язницю завдяки Полу Варіо .

### Друге пограбування аеропорту
Відразу після виходу з в'язниці Варіо влаштував Хілла на роботу у свій нічний клуб . Через два дні після цього Хілл відлетів до Піттсбурга, що порушувало умови дострокового звільнення . Там він зустрівся з людиною на ім'я Пол Маззей, яка заборгувала йому велику суму грошей . Замість доларів Маззей віддав Хіллу дві валізи, доверху наповнені марихуаною . Побоюючись летіти назад на літаку, Хілл сів на автобус, і прямо в ньому почав торгувати наркотиками, порушивши тим самим умови про дострокове звільнення і завіти своєї сім'ї, що кажуть: «Жоден з спільників сім'ї не може продавати наркотики» . Незважаючи на це, незабаром Хілл затіяв найбільшу операцію з торгівлі наркотичними речовинами, що покриває кілька штатів . Він мав справу з марихуаною, кокаїном, героїном та метаквалоном .
Ключовим епізодом біографії Генрі Хілла є друге пограбування Міжнародного аеропорту імені Джона Кеннеді, яке відбулося в грудні 1978 . 11 грудня 1978 року шість або сім озброєних людей у масках увірвалися у відділення авіаперевізника Lufthansa, розташоване в аеропорту імені Кеннеді, пов'язали охоронців, і зникли з 5 мільйонами доларів у мішках . Хілл допомагав спланувати цю справу . Через кілька місяців після пограбування багато тих хто брав участь у ньому, або безслідно зникли, або були знайдені мертвими . Томмі Десимоне був ліквідований в січні 1979  через звинувачення в розправі над Біллі Бентвена «Біллі Баттс», членом сім*ї Гамбіно.

### Участь у програмі захисту свідків та подальше життя
У квітні 1980 року Генрі Хілл був заарештований в окрузі Нассау, штат Нью-Йорк . Причиною цього стали звичні для Хілла угоди з торгівлі наркотиками . Він не побажав знову сидіти у в'язниці і вніс заставу . Незабаром після цього Хілл усвідомив, що його колеги зі злочинного бізнесу хочуть усунути його за порушення статутів мафії . Він, його дружина та діти, вирішили брати участь у федеральній програмі захисту свідків . За свідчення проти своїх колишніх спільників Хіллу пообіцяли нове місце проживання та ім'я, помісячну плату та абсолютно чисте досьє .
Результатом цього став вирок Джиммі Бьорку, який передбачав тюрму на 20 років . Через два роки федерали з'ясували, що Бьорк колись скоїв жорстоке вбивство та змінили вирок на довічний . Бьорк помер у своїй камері в 1996 . Хілл також дав свідчення проти свого старого друга Пола Варіо, якому дали чотири роки . Хілл із сім'єю довго підшукував нове місце проживання і, нарешті, влаштувався в штаті Вашингтон .
У вересні 1981 року Хілл познайомився з кримінальним письменником Ніколасом Піледжі, який згодом написав про нього книгу, а в 1990 році на екранах кінотеатрів з'явилася драма Мартіна Скорсезе " Славні хлопці ", заснована на житті Генрі Хілла . Роль Хілла виконав Рей Ліотта, а його близьких друзів Джиммі Берка та Томмі Десимоне — Роберт Де Ніро та Джо Пеші відповідно. Все своє подальше життя Хілл проводив так само, як звик: продавав наркотики, шахраїв, і врешті-решт втратив усі гроші, що у нього були . Наприкінці 1980-х років від нього пішла дружина .

### Останні роки та смерть
Останні роки життя Генрі Хілл жив у південній Каліфорнії, захоплювався малюванням, а свої картини продавав на eBay . Крім цього, кілька років він працював шеф-кухарем у ресторані італійської кухні Firefly .
12 червня 2012 року, через день після 69-го дня народження, Хілл помер в одному з лос-анджелеських госпіталів. Причиною смерті стала довга і невиліковна хвороба, ймовірно, проблеми із серцем.
Рей Ліотта, який виконав роль Хілла в «Славних хлопцях», сказав: «Частина мене пішла разом із ним. Я зустрічався з ним кілька разів і не можу сказати, що добре знав його, але знаю, що він прожив складне життя. Моє серце з його сім'єю. Хай упокоїться його душа».

## Особисте життя
З 1965 по 1989 Генрі Хілл був одружений на єврейці Карен Фрідман. У подружжя було двоє дітей: син Грегг та дочка Джина. За словами самого Хілла, діти ніколи не любили його. В інтерв'ю син Грегг заявляв: Мій батько бив жінку, був злодієм, азартним алкоголіком, зрадником і торговцем наркотиками. Я не можу сказати про нього абсолютно нічого хорошого.
Джина була більш доброзичливою до батька, проте пізніше змінила свою думку . І Грегг, і Джина, відвідували звичайні школи, де їм доводилося пояснювати, чому їхній батько так поводиться . Відносини з дружиною у Хілла також були неоднозначні: від крайнього обожнювання один одного до страшного гніву та конфліктів .
Ближче до кінця життя Хілл мав романтичні стосунки з Лізою Казертою.